# 平野早矢香
平野 早矢香（ひらの さやか、1985年3月24日 - ）は、日本の元卓球選手。栃木県鹿沼市出身。2012ロンドン五輪団体銀メダリスト。世界ランキング最高シングルス10位.U21女子シングルス5位.Jr.女子シングルス7位。

## 概要
ITTF世界ランキング最高位は10位。段級位は7段。全日本卓球選手権大会・女子シングルスで歴代3位タイの5度優勝。2012年ロンドンオリンピック卓球競技・女子団体銀メダリスト。2016年4月9日をもって現役を引退し、現在はミキハウス、ニッタクアドバイザー、日本卓球協会アスリート委員会の委員、解説者などを務める。また芸能事務所のノースプロダクションにマネジメントを委託している。

## 来歴
両親が共に高校から卓球をしており、その影響で幼稚園年長の5歳から卓球を始める。小学校時代は華卓会（- 小4）・城山クラブ（小5 -）で卓球を学ぶ。中学・高校時代は、仙台育英学園秀光中学校・仙台育英学園高等学校に在学。中学時代は全国大会3位、高校時代は全日本選手権ジュニア優勝。中学時代から技術面以上に精神面の強さがあったとされている。
高校卒業後はミキハウス（大阪）に入社。早々にシニア代表入りし、日本の期待の若手として注目される。18歳で2003年度の全日本卓球選手権を初制覇。この時はかなりの接戦や逆転を経てのものであったが、翌年も連覇した。内容も圧勝が多く、その実力が確かなものであることを証明した。
2006年あたりは調子を落とし、同年の世界選手権ブレーメン大会では試合数がサブ扱いと不本意なシーズンとなったが、1年ほどでスランプから抜け出し、その後は国内で圧倒的な力を発揮、大会や選考会においてほとんど負けることなく優勝し続けており、不動の「女王」の称号を得ている。2008年1月開催の全日本卓球選手権（2007年度）・女子シングルスではトータルで3ゲームしか落とさず4度目の優勝を果たし、翌年の全日本選手権も制し3連覇(通算5度)。
2008年の北京オリンピックに出場し、個人シングルスは3回戦敗退、団体戦では3位決定戦で韓国に敗れメダルを逃す。
2009年・2010年には中国卓球クラブリーグ甲Aリーグ（中国超級リーグの下部リーグ）に参戦する。
2011年8月、ITTF世界ランキングにおいて自己最高位の10位となる。
2012年ロンドンオリンピックは福原愛・石川佳純と共に団体戦のみに出場し、準決勝でシンガポールを下して男女通じて日本卓球として初めてのメダルを確定させる。決勝では中国の前に敗れたはしたもののオリンピックの卓球競技において初の銀メダルを獲得した。帰国後は平野の地元・鹿沼市で凱旋パレードが行われた。2012年ロンドンオリンピック後の各種記者会見などにて「2016年リオデジャネイロオリンピックを目指す」ことを公言する。
東京で開催された2014年の第52回世界卓球選手権団体戦では、日本女子として31年ぶりとなる銀メダルを獲得した。
しかし、2015年に入ると平野より16歳年下の伊藤美誠・平野美宇（みうみまコンビ）らが台頭してオリンピックメンバー選出基準となる世界ランキング上位3名から漏れるようになり、選考対象となる2015年9月のランキングで日本女子としては5番手の世界19位となり3大会連続のオリンピック出場を逃した。
2016年3月15日、オリンピック以上に燃えることができる大会があるのかと自問自答し、現役引退を表明。そして4月9日に行われた日本リーグ・ビッグトーナメント佐賀大会の初戦で敗れ、現役生活にピリオドを打った。12日引退会見を行い「卓球の神様からいろんなご褒美を頂いた。よく頑張ったなと思う」と涙ぐみ、今後は所属していたミキハウスのコーチとして後進を指導することになった。
引退後の6月、「卓球ジャパンオープン2016」（テレビ東京、BSジャパン）で卓球解説者としてデビュー。同年の「全農杯全日本卓球選手権」（BSジャパン）などでも解説を務めている。リオデジャネイロオリンピックでは取材する側として試合後の選手インタビュー、テレビの中継リポーターを務めた。12月、以前から契約していたスティガとコーチ契約を結んだ。
2017年1月から日本卓球協会アスリート委員会の委員を務める。7月、芸能事務所のノースプロダクションにマネジメント契約を結ぶ。10月、Nittakuとアドバイザー契約を契約する。
2021年1月10日に一般人男性と婚姻。同月15日に自身が出演しているテレビ番組『グッド!モーニング』（テレビ朝日）にてこの件について報告した。
2022年8月4日、第1子妊娠を報告。その後、自身が金曜レギュラーコメンテーターを務めているテレビ朝日『グッド!モーニング』の12月30日放送にて平野が長女を出産したことが報告された。

## 戦型・プレースタイル
- シェークドライブ攻撃型。
- ミキハウス入社後、平野は大嶋雅盛監督指導の下で卓球のスタイルを今までの「相手がミスするまで粘るタイプの卓球」から「自ら仕掛けていく攻撃的なタイプの卓球」へと進化させた。しかも世界の上位に勝利するため、まだなおも進化途上である。
- ミキハウス入社直後から「体の力を無駄なくボールに伝える」ため、練習に甲野善紀から指導を受けた古武術を取り入れている。[21]

## 人物・エピソード
- 2008年1月開催の全日本卓球選手権（2007年度）・女子シングルス決勝の地上波テレビ中継（NHK教育）の中で「最も尊敬するスポーツ選手はイチロー選手」と紹介された[22]。
- 月刊誌『卓球レポート』2004年3月号のインタビュー記事内で「目標にする選手はいますか」との問いに、平野は「卓球選手ではありませんが、マラソンの高橋尚子さん」と答えている。
- 月刊誌『卓球王国』2003年7月号のインタビュー内では「だれみたいな人になりたいと聞かれたら、人間として、父や母みたいな人になりたいと答えます」とも語っている。
- 2008年1月開催の全日本卓球選手権（2007年度）のころ、麻雀界の巨匠である桜井章一に精神的アドバイスをもらっている[23][24]。
- 故郷の栃木県鹿沼市では、平野の五輪銀メダル獲得記念と次世代のホープ育成を主眼として『平野早矢香杯卓球大会』を創設、第1回大会が2013年6月2日に開催された[25][26]。
- 実弟の平野友樹（ひらの ゆうき）も卓球選手であり、2007年の全国中学校卓球大会の男子シングルスで優勝、2017年全日本卓球選手権でベスト4などの成績を残している。
- 平野美宇とは名字が同じだが、姉妹でも親族でもない。
- テレビ東京の世界卓球の選手紹介ではその闘争精神溢れる姿に「求道者」「卓球無双」「鬼がラケットを持ってやってくる」など、独特の呼称を用いられている。本人も「今の卓球界で平野と言えば、平野美宇ちゃんですが、“鬼の平野”で覚えていただければ」と答えている[17] 。

## 主な戦績
- 2000年
  - 12月 全日本卓球選手権大会 女子ジュニア（シングルス）優勝 【初優勝】
- 2001年
  - 8月 インターハイ卓球競技 女子ダブルス準優勝
- 2002年
  - 8月 インターハイ卓球競技 女子シングルス準優勝
  - 8月 インターハイ卓球競技 女子ダブルス優勝[27]
- 2003年
  - 2月 アジア選手権 団体3位[28]
- 2004年
  - 1月 全日本卓球選手権大会 女子シングルス優勝 【初優勝】
- 2005年
  - 1月 全日本卓球選手権大会 女子シングルス優勝 【2年連続2度目】
  - 11月 全日本社会人卓球選手権 女子ダブルス優勝[29]
- 2006年
  - 10月 ITTFプロツアー・セルビアオープン 女子シングルス優勝 【ITTFプロツアー初優勝】
  - 11月 ITTFプロツアー・ポーランドオープン 女子ダブルス優勝[30]
  - 11月 全日本社会人卓球選手権 女子シングルス優勝 【初優勝】
- 2007年
  - 1月 全日本卓球選手権大会 女子シングルス優勝 【2年ぶり3度目】
  - 9月 アジア選手権 団体3位[31]
  - 10月 ITTFプロツアー・オーストリアオープン 女子ダブルス優勝[32]
- 2008年
  - 1月 全日本卓球選手権大会 女子シングルス優勝 【2年連続4度目】
- 2009年
  - 1月 全日本卓球選手権大会 女子シングルス優勝 【3年連続5度目】 女子ダブルス優勝【初優勝】[33]
  - 3月 ITTFプロツアー・ドイツオープン 女子シングルス優勝
  - 6月 ITTFプロツアー・ジャパンオープン 女子ダブルス優勝[30]
- 2010年
  - 3月 東京卓球選手権大会 女子シングルス優勝 【初優勝】
  - 6月 ITTFプロツアー・インドオープン 女子シングルス優勝
  - 7月 ITTFプロツアー・エジプトオープン 女子ダブルス優勝[30]
- 2011年
  - 4月 ITTFプロツアー・スペインオープン 女子シングルス優勝
- 2012年
  - 2月 アジア選手権 団体3位[34]
  - 8月 2012年ロンドンオリンピック 女子団体準優勝[35]
- 2014年
  - 5月 第52回世界卓球選手権団体戦（東京大会）：準優勝
  - 8月 ITTFワールドツアー・ベラルーシオープン 女子シングルス優勝
  - 9月 仁川アジア大会  女子団体準優勝
- 2015年
  - 1月 第20回ジャパントップ12卓球大会：優勝　(7年ぶり4度目)
  - 4月 日本リーグ･ビッグトーナメント：優勝

## 成績
※最高成績

### シングルス
- オリンピック ベスト32（2008）
- 世界卓球選手権 ベスト16（2011）
- ワールドカップ ベスト8（2014）
- ITTFワールドツアー・グランドファイナル ベスト8（2009, 2014）

### ダブルス
- 世界卓球選手権 ベスト8（2009）
- ITTFワールドツアー・グランドファイナル ベスト8（2006, 2007, 2009）

#### 混合ダブルス
- 世界卓球選手権 ベスト16（2009）

### 団体戦
- オリンピック  銀メダル（2012）
- 世界卓球選手権 銀メダル（2014）
- ワールドカップ 銀メダル（2011）

## 主な受賞歴
- 2003年 第5回 『卓球王国大賞』審査委員賞
- 2004年 第5回 『日本卓球人賞』選手大賞
- 2004年 第6回 『卓球王国大賞』プレーヤー・オブ・ザ・イヤー
- 2006年 第8回 『卓球王国大賞』荻村伊智朗賞
- 2007年 第9回 『卓球王国大賞』プレーヤー・オブ・ザ・イヤー
- 2008年 栃木県鹿沼市民栄誉賞
- 2008年 第13回 『読売栃木スポーツ大賞』大賞
- 2008年 第9回 『日本卓球人賞』選手大賞
- 2009年 第10回 『卓球王国大賞』プレーヤー・オブ・ザ・イヤー
- 2011年 2010年度JOCスポーツ賞特別功労賞
- 2012年 栃木県スポーツ功労賞
- 2012年 栃木県鹿沼市特別賞
- 2012年 宮城県特別表彰
- 2012年 宮城県仙台市より「賛辞の楯（たて）」贈呈
- 2016年 万年筆ベスト コーディネイト賞2016

## 出演番組

### テレビ
レギュラー番組
- グッド!モーニング（2017年 - 2024年9月、テレビ朝日）- スポーツコメンテーター
- 卓球ジャパン!（BSテレ東）- MC
- ライオンのグータッチ(フジテレビ) - グータッチサポーター
- ドデスカ (メ～テレ) - コメンテーター

レギュラー番組以外
- 超・人 「平野早矢香 くの一のように」（2006年10月・再放送:2008年1月13日、BS-i）[36]
- 豪腕！コーチング！ サぁー世界卓球開幕だ！芸能界卓球頂上決戦（2008年2月21日、テレビ東京）[37]
- すぽると!「なでしこSPIRITS」平野早矢香選手特集（2008年4月16日、フジテレビ）[38]
- アスリートLiveTV（2009年2月8日、BS日テレ）- 「古武術」をキーワードに、アスリート・平野早矢香に迫る[39]
- 密着ドキュメント！日本女子卓球の世界 卓球乙女 ～金メダル最有力競技・ロンドン五輪への道～（2009年3月21日、BS朝日）[40]
- ロンドン大感謝祭！アスリート女子会SP！（2012年9月2日、関西テレビ）[41]
- 秘密のケンミンSHOW（2012年12月6日、読売テレビ）[42]
- SPORTS X（スポーツクロス）“卓球”日本代表を大特集! ロンドン五輪銀メダリスト 平野早矢香（2016年6月17日、BS朝日）[43]
- めざせ！オリンピアン「卓球の鬼が小学生にラリーの秘密を伝授」（2017年5月5日、NHK BS1）[44]
- アスリート夢共演 吉田信一×平野早矢香（2018年1月14日（前編）・1月21日（後編）、BS-TBS）- リオパラリンピック・日本代表（卓球／車いす）の吉田信一選手と共演[45]
- SPORTS X（スポーツクロス）「卓球特集・平野早矢香」（2018年4月20日、BS朝日）[46]
- 才色健美（2018年5月11日、BS朝日）[47]
- グッと!スポーツ 東京でメダルを！卓球＆バドミントンSP（2019年4月17日、NHK総合）[48]
- グッと!スポーツ 今年グッと!きたアスリートは?（2019年12月25日、NHK総合）[49]
- アスリート夢共演 岩渕幸洋×平野早矢香（2020年9月5日（前編）・9月12日（後編）、BS-TBS）- パラ卓球日本代表・岩渕幸洋選手と共演[45]
- 開幕直前!アスリートたちの東京2020（2021年7月17日、NHK-BS1）[50]
- 卓球石川佳純 涙の五輪秘話 あなたがいたから強くなれた（2021年11月14日、テレビ東京）[51]
- 半分だけで考えてみた!（2022年3月24日・再放送:5月6日、NHK BSプレミアム）[52][53]
- ニンゲン観察バラエティ モニタリング★スポーツの秋&芸術の秋SP!!（2023年10月26日、TBS）[54]

### ラジオ
レギュラー番組
- ProseccoDOC presents 平野早矢香 Salute!（2021年7月4日 - 9月26日、ミュージックバード）- 毎週日曜日に全国コミュニティFM(89局)で放送[55]

レギュラー番組以外
- Skyrocket Company（2018年1月15日、TOKYO FM）[56]
- スポスタMIXZONE（2018年～、文化放送）- 不定期に多数出演[57][58]
- 草野満代 夕暮れWONDER4（2019年9月17日、ニッポン放送）ゲストパートナー

## 書籍
- 『卓球の鬼と呼ばれて。』（2017年9月14日、卓球王国）ISBN 978-4901638517
- 『卓球メンタル強化メソッド』（2018年5月31日、実業之日本社）ISBN 978-4408337371